# Smart (album)
Pour les articles homonymes, voir Smart (homonymie).
Albums de Sleeper
The It Girl
(1996)
Singles
1. Swallow (en)
Sortie : 1er février 1994
2. Delicious (en)
Sortie : 21 mai 1994
3. Inbetweener (en)
Sortie : 21 janvier 1995
4. Vegas (en)
Sortie : 27 mars 1995

Smart est le premier album du groupe de britpop Sleeper. Réalisé en 1995, il contient quatre titres qui sortiront en single : Swallow, Delicious, Inbetweener et Vegas. Les deux premiers singles sont sortis avant l'album. Même si Swallow et Delicious ont réussi à atteindre les charts, c'est véritablement avec Inbetweener que le succès est venu. L'album, dont le mixage a été assuré par Paul Crokett, Stephen Street et Ian Broudie (en), est sorti en CD, en cassette et 33 tours.
Il atteignit la 5e place des charts britanniques où il a été certifié disque d'or.
La pochette est une photo des Mercury Seven, les sept premiers astronautes de la NASA.

## Liste des titres
Les chansons sont composées par Jon Stewart et Louise Wener, sauf indication contraire.
1. Inbetweener (Wener) - 3 min 18 s
2. Swallow - 2 min 42 s
3. Delicious - 3 min 01 s
4. Hunch - 3 min 38 s
5. Amuse (Wener) - 2 min 09 s
6. Bedhead (Wener) - 3 min 00 s
7. Lady Love Your Countryside (Wener) - 2 min 40 s
8. Vegas (Wener) - 3 min 14 s
9. Poor Flying Man - 4 min 01 s
10. Alice in Vain - 3 min 35 s
11. Twisted - 3 min 01 s
12. Pyrotechnician - 3 min 26 s